# 薩德基 (奧赫特爾卡區)
50°24′35″N 34°46′49″E / 50.40972°N 34.78028°E
薩德基（羅馬化：Sadky）是位於烏克蘭北部蘇梅州奧赫特爾卡區丘帕希夫卡市鎮的村莊。該村處於奧列什尼亞河左岸，距離奧列什尼亞1.5公里，海拔高度118米，2001年人口17。